# Bigode
João Ferreira (Bigode, ur. 4 kwietnia 1922 w Belo Horizonte, zm. 31 lipca 2003 w Belo Horizonte) – brazylijski piłkarz, obrońca. Srebrny medalista MŚ 50.

## Kariera sportowa
Karierę zaczynał w 1940 w Atlético Mineiro z rodzinnego miasta. Triumfował w Campeonato Mineiro, w 1943 został zawodnikiem Fluminense FC, w 1946 zwyciężał w Campeonato Carioca. W 1949 odszedł do lokalnego rywala CR Flamengo, by w 1952 ponownie zostać graczem Fluminense. Karierę zakończył w 1956.
W reprezentacji Brazylii w latach 1949–1950 rozegrał 11 spotkań. Podczas MŚ 50 wystąpił w pięciu meczach Brazylii w turnieju. Znajdował się wśród triumfatorów Copa América 1949.